# عبد الوهاب حسين
عبد الوهاب حسين علي أحمد إسماعيل(1954م -) ناشط بحريني سياسي ومفكر إسلامي شيعي، ولد في 9 أكتوبر 1954 يعد أحد أشهر رموز المعارضة البحرينية الإسلامية والوطنية كما يطلق عليه مفجر الثورة و أستاذ البصيرة ، وأحد أعضاء لجنة العريضة وأصحاب المبادرة.

## دراسته
درس المرحلة الابتدائية في مدرسة المعامير الابتدائية، والإعدادية في مدرسة سترة الابتدائية الاعدادية، والثانوية في مدرسة مدينة عيسى الإعدادية الثانوية، ليلتحق بعدها للدراسة في المرحلة الجامعية في جامعة الكويت، وتخرج منها سنة 1977 بمؤهل تخصصي ليسانس فلسفة واجتماع.

## نشأته وحياته العملية
نشأ في عائلة فقيرة توفى فيها والده وعمره حينها إثنا عشر عاماً، فعاش يتيماً فقيراً، ساعده ودعمه حتى إكمال دراسته الجامعية ابن عمه عبد الحسين سلمان، كما عرف كناشط طلابي في الوسط الطلابي في فترة دراسته في جامعة الكويت. عمل في التدريس لمدة ثلاثة أعوام، ثم اشتغل بالإشراف الاجتماعي لمدة خمسة عشر عاماً، أحيل بعدها على التقاعد المبكر أثناء اعتقاله الثاني.

## نشاطاته الحركية والاجتماعية
شارك في تأسيس جمعية الوفاق الوطني الإسلامية في 6 يوليو 2001 وترأس اللجنة التحضيرية لـ «الوفاق» ما بين 25 سبتمبر و7 نوفمبر 2001 بعد اكتمال التأسيس انتقل إلى العمل في جوانب أخرى وترأس جمعية التوعية الإسلامية ما بين منتصف 2002 ومطلع 2003 قرابة العام.

## اعتقاله
دخل بسبب مواقفه السياسية إلى السجن ثلاث مرات تحت طائلة قانون أمن الدولة البحريني فلم تجرى له محاكمة:

### المرة الأولى
اعتقل لمدة تقارب ستة شهور من 17 مارس 1995 إلى 10 سبتمبر 1995، ليخرج مع أصحاب المبادرة في ظل اتفاق مع الحكومة، يقوم بموجبه أصحاب المبادرة بتهدئة الشارع، على أن تقوم الحكومة في هذه المرحلة بإطلاق سراح المعتقلين غير المحكومين، وبعد استتباب الأمن، يتقدم أصحاب المبادرة وشركائهم السياسيين بمطالبهم السياسية إلى الأمير عيسى بن سلمان آل خليفة، وأهمها تفعيل الدستور، وإعادة الحياة البرلمانية، والإفراج عن كافة المعتقلين السياسيين وعودة المبعدين.
ثم تنكرت الحكومة للاتفاق قبل الإتمام النهائي للمرحلة الأمنية، فعادت أزمة الشارع من جديد.

### المرة الثانية
اعتقل لمدة خمسة أعوام قضاها في السجن الانفرادي من يوم الأحد 14 يناير 1996 وحتى يوم الاثنين 5 فبراير 2001، وقد حصل على حكم بالإفراج من محكمة التمييز يوم 17 نوفمبر 2000، لأن اعتقاله مخالف حتى لقانون أمن الدولة، إلا أن الحكومة لم تنفذ الحكم، حتى أفرج عنه ضمن من أفرج عنهم من المعتقلين السياسيين، في ظل الحركة الإصلاحية المزعومة وكان له دور مفصلي في الدعوة إلى التصويت على ميثاق العمل الوطني بنعم، بعد اتصالات مكثفة أجراها مع رموز المعارضة في الداخل والخارج، على هدي التزامات قدمها الملك البحريني له مع ثلاث شخصيات بارزة شيعية اجتمع معهم عظمة الملك مساء الخميس 8 نوفمبر 2001 بعد ثلاثة أيام من الإفراج عنه، وهم الشيخ عبد الأمير الجمري، والسيد عبد الله الغريفي، والدكتور علي العريبي، وتلك الالتزامات هي:
- حاكمية الدستور على ميثاق العمل الوطني.
- إن الصلاحيات التشريعية والرقابية هي للمجلس المنتخب، وليس للمجلس المعين إلا دور استشاري فقط، بل ليس من صلاحياته إعاقة القرارات والقوانين الصادرة عن المجلس المنتخب، فكل صلاحياته استشارية فقط. وقد صرح بذلك سعادة وزير العدل إلى الصحافة المحلية يوم الجمعة الموافق 9/نوفمبر/2001 م بوصفه رئيس اللجنة العليا للميثاق، وتصريحه بمثابة التفسير لما جاء في ميثاق العمل الوطني.
- الإفراج عمن تبقى من المعتقلين السياسيين.
- عودة المبعدين.
- تجميد قانون أمن الدولة تمهيدا لإلغائه.

وعلى ضوء هذه الالتزامات، غيرت المعارضة مواقفها وتم التصويت بنعم للميثاق، وبفضل هذه الجهود وصلت النسبة 98.4% بإجماع المراقبين المتابعين والعارفين بالشأن البحريني، وكانت الحكومة قبيل هذه الجهود تراهن على 51% كما في تصريح سمو ولي العهد في مؤتمر صحفي بتاريخ 5/فبراير/2001
وقد التزم الملك بالنقاط (3-5) وخولفت النقاط (1-2) في دستور المنحة الجديد، ولهذا وغيره جاءت مقاطعة الانتخابات البرلمانية سنة 2002.

### المرة الثالثة
اعتقل عبد الوهاب حسين للمرة الثالثة في 17 مارس 2011 بعد قمع الاحتجاجات البحرينية المطالبة بالديمقراطية التي قادها شباب ائئتلاف 14 فبراير وبعد ذلك جمعيات سياسية معارضة، اعتقل عبد الوهاب وباقي أعضاء «التحالف من اجل الجمهورية» وتتم محاكمتهم في محكمة السلامة الوطنية، تواردت أخبار من اهالي المعتقلين ونشطاء حقوق إنسان بأن عبد الوهاب حسين التقى بمسئول حكومي في السجن يدعوه للتنازل عن مطلبهم في إقامة جمهورية وقد نٌشر في صفحات الفيس بوك هذا اللقاء حيث رد حول مطلب الجمهورية قائلاً: «بخصوص مطلب الجمهورية، فهو خيار مبني على رؤية سياسية نتبناها، وهو ما زال مطلبنا لأننا نرى أن جميع الخيارات قد استنفذت مع السلطة الحالية من أجل إصلاحها» وأيضاً قال: «مطلب الجمهورية مبني على رؤية سياسية، ووسيلة التغيير السلمية تستند على مرجعية الإرادة الشعبية ولا يجوز استخدام العنف من اجل تحقيقه، كما أن التحالف لم يدعوا لممارسة العنف، بل أن العنف لم يمارس أصلا من طرف الشعب، والوحيد الذي استخدم العنف هو السلطة الحاكمة،» وُطلب أيضاً من عبد الوهاب ان يعتذر للملك ولرئيس الوزراء على الاخطاء ويتم تصويره ونقله عبر الاعلام الرسمي البحريني كما جرى لبعض المعتقلين، ولاكنه رفض قائلاً: «أما مسألة الاعتذار فهذا من المستحيل، وعلى من أخطأ في حق الشعب أن يعتذر هو» وقد صدر بحقة حكم المؤبد وتفاوتت احكام المجموعة (مجموعة التحالف منواجل الجمهورية) بين 5 سنوات إلى المؤبد، واكد الناشط في مجال حقوق الإنسان ورئيس مركز البحرين لحقوق الإنسان نبيل رجب ان عبد الوهاب يتعرض للتعذيب الشديد داخل السجون في حين تنفي وزارة الداخلية ذلك.

مؤلفاته
1 - الدولة والحكومة
2- الإسلام والعلمانية 
3- اللامنطق في الفكر والسلوك جزئين 
4- الشهادة رحلة العشف الإلهي 
5- رسول الرحمة 
6- إضاءات على درب سيد الشهداء 
7- قراءة في بيانات ثورة الامام الحسين 
8- في رحاب أهل البيت 
9- القدس صرخة حق 
10- الإسلام دين الفطرة
11- معرفة النفس طريق معرفة الرب 
12- إضاءات فكرية
13- الجمري في كلمات أمينه وخليله 

## وصلات خارجية
- عبد الوهاب حسين على موقع أرشيف الشارخ.
- موقعه الشخصي.